# ГАЕС Окуяхагі II
ГАЕС Окуяхагі II (奥矢作第二発電所) – гідроакумулювальна електростанція в Японії на острові Хонсю. Особливістю станції є її робота в каскаді з іншою ГАЕС Окуяхагі I, разом з якою вони використовують перепад висот між річкою Яхагі, котра впадає до Внутрішнього Японського моря на східній околиці Нагої, та верхів’ям річки Курода, лівої притоки Нагури, яка в свою чергу впадає ліворуч до Яхагі.
За десяток років до появи ГАЕС на Яхагі звели греблю ГЕС Яхагі I. Ця бетонна аркова споруда висотою 100 метрів, довжиною 323 метра та шириною від 5 (по гребеню) до 20 (по основі) метрів  потребувала 256 тис м3 матеріалу. Вона утримує водосховище з площею поверхні 2,7 км2 та об’ємом 80 млн м3 (корисний об’єм 65 млн м3, з яких 15 млн м3 зарезервовано для протиповеневих заходів). Його ж в подальшому використали як нижній резервуар станції Окуяхагі II.
Верхній резервуар (який одночасно є нижнім для ГАЕС Окуяхагі I) спорудили на струмку, що стікає ліворуч до Яхагі, за допомогою бетонної гравітаційної греблі висотою 33 метра та довжиною 337 метріва, яка потребувала 91 тис м3 матеріалу. Вона утримує водосховище з площею поверхні 0,11 км2 та об’ємом 1,1 млн м3 (корисний об’єм 1 млн м3).
Від верхнього резервуару до машинного залу прокладено тунель довжиною 2,3 км з діаметром 7,3 метра, який переходить у напірний водовід довжиною 0,71 км зі спадаючим діаметром від 8 до 5,5 метра. З’єднання із нижнім резервуаром забезпечується через тунель довжиною 0,84 км з діаметром 7,3 метра. В системі також працює вирівнювальний резервуар висотою 111 метрів.
Основне обладнання станції становлять три оборотні турбіни типу Френсіс загальною потужністю 780 МВт, які використовують напір у 404 метра.